# Obârșia (Olt)
Obârşia è un comune della Romania di 3 042 abitanti, ubicato nel distretto di Olt, nella regione storica dell'Oltenia. 
Il comune è formato dall'unione di 5 villaggi: Câmpu Părului, Coteni, Obârșia, Obârșia Nouă, Tabonu.